# 송승현 (1977년)
송승현(1977년 11월 4일 ~ )은 대한민국의 배우다.